# Saint-André-Goule-d'Oie
Saint-André-Goule-d'Oie est une commune française située dans le département de la Vendée en région Pays de la Loire.
Ses habitants sont appelés les Gouledoisiens.

## Géographie
Le territoire municipal de Saint-André-Goule-d’Oie s’étend sur 2 038 hectares. L’altitude moyenne de la commune est de 79 mètres, avec des niveaux fluctuant entre 42 et 107 mètres,.
| La Rabatelière Chavagnes-en-Paillers | Saint-Fulgent           |                                     |
| Chauché                              | Saint-André-Goule-d'Oie | Vendrennes                          |
| Les Essarts (Essarts en Bocage)      |                         | Sainte-Florence (Essarts en Bocage) |

### Climat
Pour des articles plus généraux, voir Climat des Pays de la Loire et Climat de la Vendée.
En 2010, le climat de la commune est de type climat océanique altéré, selon une étude du CNRS s'appuyant sur une série de données couvrant la période 1971-2000. En 2020, Météo-France publie une typologie des climats de la France métropolitaine dans laquelle la commune est exposée à un climat océanique et est dans la région climatique  Bretagne orientale et méridionale, Pays nantais, Vendée, caractérisée par une faible pluviométrie en été et une bonne insolation. 
Pour la période 1971-2000, la température annuelle moyenne est de 11,8 °C, avec une amplitude thermique annuelle de 14,2 °C. Le cumul annuel moyen de précipitations est de 829 mm, avec 12,6 jours de précipitations en janvier et 6,4 jours en juillet. Pour la période 1991-2020, la température moyenne annuelle observée sur la station météorologique de Météo-France la plus proche, « St-Fulgent_sapc », sur la commune de Saint-Fulgent à 2 km à vol d'oiseau, est de 12,6 °C et le cumul annuel moyen de précipitations est de 815,9 mm,. Pour l'avenir, les paramètres climatiques de la commune estimés pour 2050 selon différents scénarios d'émission de gaz à effet de serre sont consultables sur un site dédié publié par Météo-France en novembre 2022.

## Urbanisme

### Typologie
Au 1er janvier 2024, Saint-André-Goule-d'Oie est catégorisée bourg rural, selon la nouvelle grille communale de densité à sept niveaux définie par l'Insee en 2022.
Elle est située hors unité urbaine. Par ailleurs la commune fait partie de l'aire d'attraction de Saint-Fulgent, dont elle est une commune de la couronne,. Cette aire, qui regroupe 2 communes, est catégorisée dans les aires de moins de 50 000 habitants,.

### Occupation des sols
L'occupation des sols de la commune, telle qu'elle ressort de la base de données européenne d’occupation biophysique des sols Corine Land Cover (CLC), est marquée par l'importance des territoires agricoles (89,8 % en 2018), en diminution par rapport à 1990 (91,4 %). La répartition détaillée en 2018 est la suivante :
terres arables (49,6 %), zones agricoles hétérogènes (31,7 %), prairies (8,4 %), zones urbanisées (7,2 %), forêts (3,1 %). L'évolution de l’occupation des sols de la commune et de ses infrastructures peut être observée sur les différentes représentations cartographiques du territoire : la carte de Cassini (XVIIIe siècle), la carte d'état-major (1820-1866) et les cartes ou photos aériennes de l'IGN pour la période actuelle (1950 à aujourd'hui).

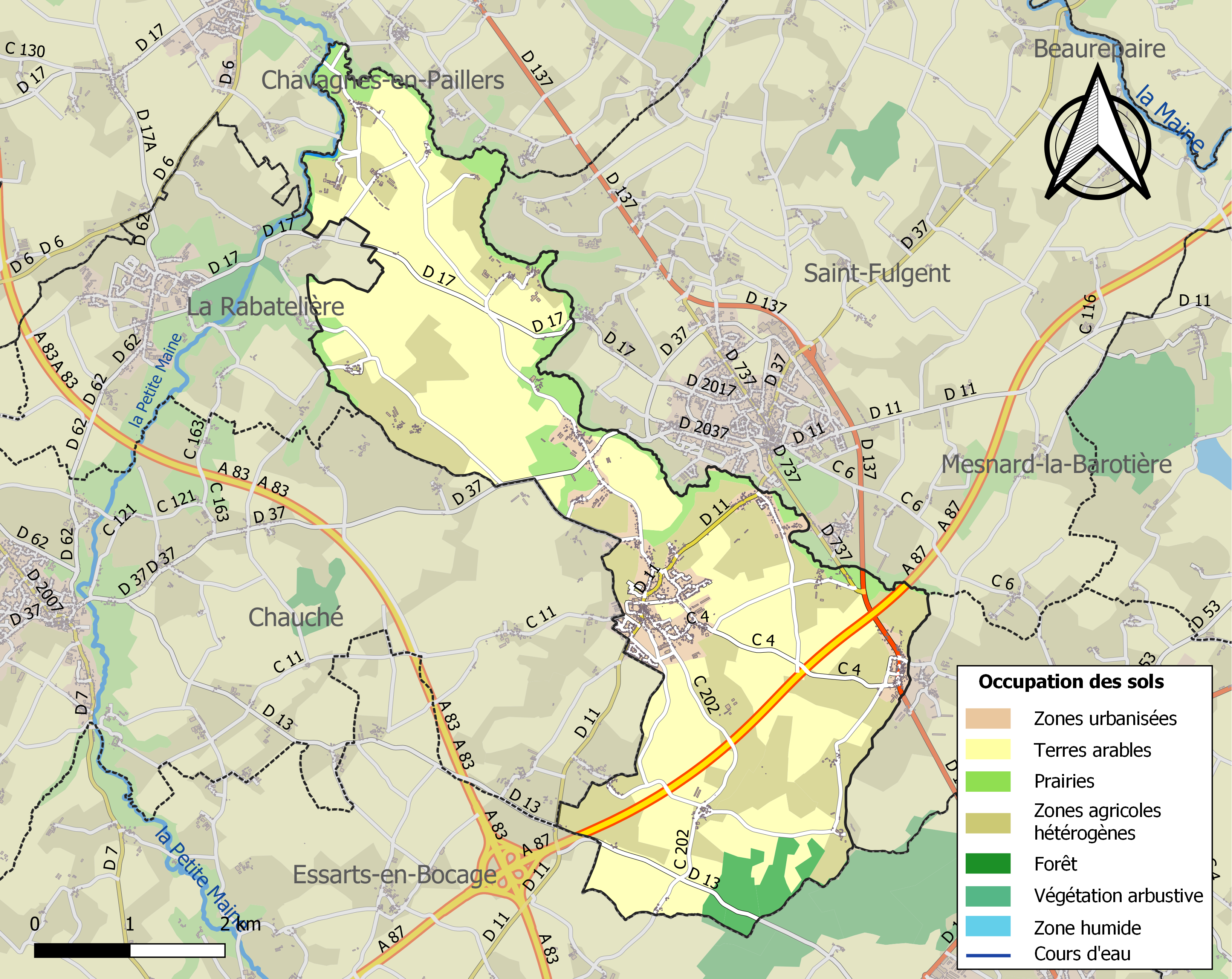
Carte des infrastructures et de l'occupation des sols de la commune en 2018 (CLC).

## Environnement
Saint-André-Goule-d'Oie a obtenu une fleur au Concours des villes et villages fleuris (palmarès 2007).

## Toponymie
Durant la Révolution, la commune porte le nom de Goule-d'Oie.

## Histoire

### Origine et Ancien Régime
Les fouilles préventives réalisées sur le tracé de l'autoroute A87 en 2000 ont mis au jour des vestiges sur le site des Burettes. Difficiles à dater, il s'agit probablement d'une batterie de foyers à usage unique, à mettre en rapport avec les découvertes datant de la Tène (420-25 av. J.-C.) sur le site de la petite Valinière à Saint-Fulgent.
Lors de la conquête romaine, les habitants de la région étaient les Ambilatres (Ambilati). Alliés des Vénètes, battus par Jules César en 59 av. J.-C., leur pagus fut rattaché à la civitas des Pictons, alliés du général romain. C'est l'origine du comté de Poitou.
Les Xe – XIe siècles virent l'émergence de seigneurs féodaux qui remplacèrent l'autorité centrale carolingienne. Le comte du Poitou, d'abord fonctionnaire impérial, devint progressivement héréditaire. Le comte délègue une partie de son autorité à un vicomte, origine de la famille de Thouars. Le territoire couvert par la commune faisait partie de la baronnie des Essarts, mentionnée en 1099, relevant du vicomte de Thouars.
La première mention de Saint André Goule d'Oie, antérieure à 1306, se trouve dans un texte ecclésiastique. Sanctus Andreas de Gula Anceris est alors un prieuré cure dont le titulaire est nommé par le père abbé de l'abbaye de Nieul sur l'Autise.

### Période révolutionnaire
En 1792, le prieur de la paroisse, Louis Marie Joseph Allain, refuse de prêter serment à la constitution civile du clergé et prend la décision de vivre dans la clandestinité pour échapper aux persécutions des Républicains. Il se cache parmi la population fidèle et tient le registre clandestin des actes de baptêmes, mariages et décès de sa paroisse. Ce registre est consultable en version numérisée sur le site www.archives.vendee.fr
Le 4 mars 1793, les autorités républicaines envoient un détachement de gendarmes au bourg afin d'appréhender Jean-Aimé de Vaugiraud, suspecté de menées séditieuses. Les habitants de Saint-André obligent le maréchal des logis Salle et sa troupe à rebrousser chemin.
Les 9 et 10 mars 1793, s'insurgeant contre la conscription, les jeunes de la commune sont mobilisés contre le tirage au sort par Christophe Cougnon et son frère François. Une troupe bat à mort Jacques Guesdon, maire de la commune, au motif d'avoir établi les listes de conscription et de les avoir remises aux autorités du district de Montaigu. Jean Marchand, son adjoint, subit le même sort.
Christophe Cougnon devient le premier capitaine de la paroisse de Saint André à la suite de l'organisation de l'Armée catholique et royale du Centre, commandée par Charles Aimé de Royrand,
Grièvement blessé, sans doute à la suite de la première bataille de Saint-Fulgent en septembre 1793 (de nombreux auteurs le mentionnent mort, mais il décède en 1797), peut-être resté invalide, son frère François Cougnon lui succède et est désormais le chef militaire de la paroisse. Il reçoit l'ordre du lis des mains du comte de Suzannet le 14 mars 1815 puis se verra attribuer un fusil d'honneur donné au château des Tuileries le 11 juillet de l'an de grâce 1817 par Louis XVIII.
Le bilan de cette période est lourd pour la commune : elle perd plus de 20 % de sa population par rapport à 1791 et 51 bâtiments ont été détruits par les colonnes infernales pour une valeur estimée à 19.320 francs en 1810.

## Politique et administration

### Liste des maires
| Période                                  | Période      | Identité                   | Étiquette | Qualité                      |
| ---------------------------------------- | ------------ | -------------------------- | --------- | ---------------------------- |
| 1791                                     | 1792         | Jean Bordron               | Royaliste |                              |
| janvier 1793                             | 10 mars 1793 | Jacques Guesdon            | Royaliste |                              |
| An V                                     | An VI        | François Fluzeau           | Royaliste |                              |
| An VI                                    | An VIII      | Jean Bordron               | Royaliste |                              |
| An VIII                                  | 1825         | Simon-Pierre Herbreteau    | Royaliste |                              |
| 1826                                     | 1829         | François Cougnon           | Royaliste |                              |
| 1829                                     | 1830         | Léon de Tinguy             | Royaliste |                              |
| 1830                                     | 1835         | Jean Bordron               |           |                              |
| 1835                                     | 1848         | Pierre Rochereau           |           |                              |
| 1848                                     | 1871         | Augustin Charpentier       |           |                              |
| 1871                                     | 1877         | Marcel de Brayer           |           |                              |
| 1877                                     | 1888         | Pierre Fontenau            |           |                              |
| 1888                                     | 1896         | Gaston Raffard de Marcilly |           |                              |
| 1896                                     | 1943         | Eugène Grolleau            |           |                              |
| 1943                                     | 1969         | Marie Charrieau            |           |                              |
| 1969                                     | 1977         | Pierre Michenaud           | DVD       |                              |
| 1977                                     | 1989         | Roger Maindron             |           |                              |
| 1989                                     | 2008         | Gilbert Michenaud          |           |                              |
| 2008                                     | En cours     | Jacky Dallet,              | DVD UDI   | conseiller technique avicole |
| Les données manquantes sont à compléter. |              |                            |           |                              |

## Population et société

### Démographie

#### Évolution démographique
L'évolution du nombre d'habitants est connue à travers les recensements de la population effectués dans la commune depuis 1800. Pour les communes de moins de 10 000 habitants, une enquête de recensement portant sur toute la population est réalisée tous les cinq ans, les populations de référence des années intermédiaires étant quant à elles estimées par interpolation ou extrapolation. Pour la commune, le premier recensement exhaustif entrant dans le cadre du nouveau dispositif a été réalisé en 2007.

En 2022, la commune comptait 1 942 habitants, en évolution de +6,82 % par rapport à 2016 (Vendée : +5,33 %, France hors Mayotte : +2,11 %).
| 1800  | 1806  | 1821  | 1831  | 1836  | 1841  | 1846  | 1851  | 1856  |
| ----- | ----- | ----- | ----- | ----- | ----- | ----- | ----- | ----- |
| 1 032 | 1 006 | 1 126 | 1 072 | 1 224 | 1 281 | 1 312 | 1 366 | 1 387 |

| 1861  | 1866  | 1872  | 1876  | 1881  | 1886  | 1891  | 1896  | 1901  |
| ----- | ----- | ----- | ----- | ----- | ----- | ----- | ----- | ----- |
| 1 443 | 1 491 | 1 525 | 1 549 | 1 588 | 1 690 | 1 735 | 1 666 | 1 566 |

| 1906  | 1911  | 1921  | 1926  | 1931  | 1936  | 1946  | 1954  | 1962  |
| ----- | ----- | ----- | ----- | ----- | ----- | ----- | ----- | ----- |
| 1 566 | 1 561 | 1 301 | 1 300 | 1 306 | 1 217 | 1 179 | 1 082 | 1 145 |

| 1968  | 1975  | 1982  | 1990  | 1999  | 2006  | 2007  | 2012  | 2017  |
| ----- | ----- | ----- | ----- | ----- | ----- | ----- | ----- | ----- |
| 1 087 | 1 113 | 1 272 | 1 353 | 1 307 | 1 549 | 1 584 | 1 718 | 1 832 |

| 2022  | - | - | - | - | - | - | - | - |
| ----- | - | - | - | - | - | - | - | - |
| 1 942 | - | - | - | - | - | - | - | - |

#### Pyramide des âges
En 2018, le taux de personnes d'un âge inférieur à 30 ans s'élève à 39,6 %, soit au-dessus de la moyenne départementale (31,6 %). À l'inverse, le taux de personnes d'âge supérieur à 60 ans est de 17,5 % la même année, alors qu'il est de 31,0 % au niveau départemental.
En 2018, la commune comptait 931 hommes pour 913 femmes, soit un taux de 50,49 % d'hommes, légèrement supérieur au taux départemental (48,84 %).
Les pyramides des âges de la commune et du département s'établissent comme suit.
| Hommes | Classe d’âge | Femmes |
| ------ | ------------ | ------ |
| 0,3    | 90 ou +      | 0,7    |
| 3,9    | 75-89 ans    | 5,5    |
| 12,3   | 60-74 ans    | 12,3   |
| 19,5   | 45-59 ans    | 18,2   |
| 24,9   | 30-44 ans    | 23,1   |
| 15,5   | 15-29 ans    | 14,0   |
| 23,7   | 0-14 ans     | 26,2   |

| Hommes | Classe d’âge | Femmes |
| ------ | ------------ | ------ |
| 0,8    | 90 ou +      | 2,2    |
| 8,7    | 75-89 ans    | 11,1   |
| 20,3   | 60-74 ans    | 21,3   |
| 20     | 45-59 ans    | 19,4   |
| 17,5   | 30-44 ans    | 16,8   |
| 15     | 15-29 ans    | 13,2   |
| 17,7   | 0-14 ans     | 16,1   |

## Culture locale et patrimoine

### Lieux et monuments
- Église Saint-André.

### Héraldique
| Blason de Saint-André-Goule-d'Oie | Blason  | D'azur au sautoir d'or chargé d'une coquille de gueules et cantonné de quatre oies en vol d'argent. |
| Blason de Saint-André-Goule-d'Oie | Détails | Le statut officiel du blason reste à déterminer.                                                    |

### Légende
Ferdinand Charpentier, dans son ouvrage Chez nous en 1793 (Saint-André-Goule-d'Oie), fait état de la légende du prêtre à la tête coupée. La légende raconte l'apparition d'un prêtre portant sa tête entre ses bras étant apparu à plusieurs reprises sur les chemins du villages avant de rapidement disparaitre. Le prêtre ferait référence à un prêtre martyr de la guerre de Vendée.